# Vilanova de Arousa
Vilanova de Arousa és un municipi de la província de Pontevedra a Galícia. Pertany a la comarca d'O Salnés.

## Demografia
Font: Instituto Nacional de Estadística 1857-2014

## Parròquies
András (San Lourenzo), Baión (San Xoán), Caleiro (Santa María), Deiro (San Miguel), Tremoedo (Santo Estevo) i Vilanova de Arousa (San Cibrán).

## Vilanovesos cèlebres
- Julio Camba Andreu, (1884 - 1962).
- Ramón María del Valle-Inclán, (1866 - 1936).